# Hampe Faustman
Hampe Faustman, egentligen Erik Stellan Chatham, född 3 juli 1919 i Stockholm, död 22 augusti 1961 i Sofia församling, Stockholm, var en svensk skådespelare och filmregissör. 

## Biografi
Hampe Faustman var son till konstnärerna Gösta Chatham och Mollie Faustman, dotterson till Edvard Faustman och bror till läromedelsförfattaren Tuttan Faustman-Hedberg. 
Faustman studerade vid Dramatens elevskola 1937 och filmdebuterade som skådespelare 1941 i dramafilmen Med livet som insats. Regidebuten kom med filmen Natt i hamn där han även spelade en mindre roll. 
Faustman är mest känd för sina socialt engagerade filmer. Lorens Marmstedt och Terrafilm knöt till sig Faustman för att ge honom tillfälle att utvecklas under Marmstedts aktiva beskydd. Faustman bildade tillsammans med skådespelaren George Fant filmbolaget "F-film". 
Han var 1941–1949 gift med skådespelaren Gunn Wållgren (1913–1983) och från 1960 fram till sin död 1961 med skådespelaren Ruth Marcuse (1928–1980). Faustman är begravd på Skogskyrkogården i Stockholm.

## Filmografi urval

### Roller
- 1940 – Med livet som insats
- 1941 – En kvinna ombord
- 1942 – Rid i natt!
- 1943 – Älskling, jag ger mig
- 1943 – Det brinner en eld
- 1943 – Katrina
- 1943 – Kvinnor i fångenskap
- 1943 – En vår i vapen
- 1943 – Natt i hamn
- 1943 – Sonja
- 1944 – Excellensen
- 1944 – Vi behöver varann
- 1944 – Mitt folk är icke ditt
- 1944 – Den osynliga muren
- 1945 – Brott och Straff
- 1945 – Skådetennis
- 1946 – Medan porten var stängd
- 1946 – När ängarna blommar
- 1946 – Harald Handfaste
- 1948 – Lars Hård
- 1949 – Smeder på luffen
- 1952 – Hon kom som en vind
- 1955 – Kärlek på turné
- 1957 – Aldrig i livet
- 1960 – De sista stegen

### Regi
- 1943 – Sonja
- 1943 – Natt i hamn
- 1944 – Vi behöver varann
- 1944 – Flickan och Djävulen
- 1945 – Brott och Straff
- 1946 – När ängarna blommar
- 1946 – Harald Handfaste
- 1947 – Krigsmans erinran
- 1948 – Lars Hård
- 1948 – Främmande hamn
- 1949 – Smeder på luffen
- 1950 – Restaurant Intim
- 1951 – Kvinnan bakom allt
- 1951 – Guld i gröna skogar
- 1952 – Hon kom som en vind
- 1952 – Ubåt 39
- 1953 – Kvinnohuset
- 1954 – Gud Fader och tattaren
- 1954 – Café Lunchrasten
- 1955 – Resa i natten
- 1955 – Kärlek på turné

### Filmmanus
- 1943 – Sonja
- 1946 – När ängarna blommar
- 1947 – Krigsmans erinran
- 1949 – Smeder på luffen
- 1951 – Kvinnan bakom allt

### Producent
- 1955 – Kärlek på turné

## Teater

### Roller (ej komplett)
| År   | Roll                               | Produktion                                                              | Regi              | Teater      |
| ---- | ---------------------------------- | ----------------------------------------------------------------------- | ----------------- | ----------- |
| 1937 | Josef ben Abdullah                 | Kungens paket Staffan Tjerneld och Alf Henrikson                        | Rune Carlsten     | Dramaten    |
| 1938 | Bob                                | Sex trappor upp (Sixième étage) Alfred Gehri                            | Pauline Brunius   | Dramaten    |
| 1939 | Schulze Löjtnanten                 | Nederlaget Nordahl Grieg                                                | Svend Gade        | Dramaten    |
| 1939 | Hugh Randolph                      | Guldbröllop (Dear Octopus) Dodie Smith                                  | Carlo Keil-Möller | Dramaten    |
| 1939 | Chaufför Mattsson                  | Kejsaren av Portugallien Selma Lagerlöf                                 | Rune Carlsten     | Dramaten    |
| 1940 | Borachio Benedikt                  | Mycket väsen för ingenting (Much Ado About Nothing) William Shakespeare | Alf Sjöberg       | Dramaten    |
| 1940 | Artisten Åssberg                   | Medelålders herre Sigfrid Siwertz                                       | Rune Carlsten     | Dramaten    |
| 1940 | Alan Howard                        | Diana går på jakt (French Without Tears) Terence Rattigan               | Stig Torsslow     | Nya Teatern |
| 1941 |                                    | Mötas och skiljas Helge Krog                                            | Stig Torsslow     | Vasateatern |
| 1942 | 56 7/30 Möller, servismanskap nr 1 | Beredskap Gunnar Ahlström                                               | Alf Sjöberg       | Dramaten    |